# Помазнев, Михаил Трофимович
Михаил Трофимович Помазнев (6 [19] ноября 1911, д. Болотово, Орловская губерния— 31 августа 1987, Москва) — советский государственный деятель, экономист. Кандидат в члены ЦК КПСС (1952—1956). Управляющий делами Совета министров СССР.

## Биография
Родился в семье столяра железнодорожных мастерских. Трудовую деятельность начал в 1928 году учеником на станции Орёл.
- 1928—1930 гг. — секретарь, затем председатель рабочего комитета Лавского карьера известкового завода № 6, Елец.
- 1930—1934 гг. — студент Московского планового института.
- 1934—1935 гг. — старший экономист Госплана СССР.
- 1935—1936 гг. — служба в РККА, младший командир-артиллерист.
- 1936—1938 гг. — в системе Госплана СССР: руководитель группы, начальник сектора, исполняющий обязанности начальника отдела.
- 1938—1941 гг. — в Экономическом совете при Совете народных комиссаров СССР: старший консультант, начальник отдела, секретарь.
- 1941—1942 гг. — заведующий секретариатом и заместитель Управделами Совета народных комиссаров СССР.
- 1942—1943 гг. — секретарь Транспортного комитета при ГКО.
- 1943—1945 гг. — первый заместитель начальника Главснабугля при Совете народных комиссаров СССР.
- 1945—1948 гг. — начальник Главснабугля при Совете народных комиссаров СССР.
- 1948—1949 гг. — заместитель, первый заместитель председателя Госснаба СССР. По утверждению М. Смиртюкова, с подачи Помазнева началось разворачивание «Ленинградского дела»: «Заместитель председателя Госснаба Михаил Помазнев написал письмо в Совет министров о том, что председатель Госплана Вознесенский закладывает в годовые планы заниженные показатели. Для проверки письма была создана комиссия во главе с Маленковым и Берией»[1].
- 1949—1953 гг. — Управляющий делами Совета министров СССР.
- 1953—1965 гг. — председатель Рязанской областной плановой комиссии.
- 1965—1966 гг. — заместитель начальника объединения «Рязаньстрой».
- 1966—1972 гг. — главный специалист, начальник подотдела — заместитель начальника отдела Госкомитета Совета министров СССР по ценам.
- С 1972 года на пенсии.

Похоронен на Кунцевском кладбище.

## Награды
- орден Трудового Красного Знамени
- орден Отечественной войны 1-й степени